# إريك فيغا
إريك فيغا (بالفرنسية: Eric Veiga)‏ هو لاعب كرة قدم برتغالي ولوكسمبورغي في مركز الوسط، ولد في 18 فبراير 1997 في مدينة لوكسمبورغ في لوكسمبورغ. لعب مع Racing FC Union Luxembourg ‏.

## وصلات خارجية
- إريك فيغا على موقع الاتحاد الأوربي (الإنجليزية)
- إريك فيغا على موقع إي إس بي إن إف سي (الإنجليزية)
- إريك فيغا على موقع قاعدة بيانات كرة القدم.إي يو (الإنجليزية)
- إريك فيغا على موقع بيانات كرة القدم. دي إي (الألمانية)
- إريك فيغا على موقع ليكيب (الفرنسية)
- إريك فيغا على موقع ناشيونال فوتبول تيمز (الإنجليزية)
- إريك فيغا على موقع Soccerway.com (الإنجليزية)
- إريك فيغا على موقع عالم كرة القدم.نت (الإنجليزية)